# Юліан Якобсен
Юліан Якобсен (дан. Julian Jakobsen; 11 квітня 1987, м. Ольборг, Данія) — данський хокеїст, центральний нападник. Виступає за «Гамбург Фрізерс» у Німецькій хокейній лізі (DEL).
Вихованець хокейної школи «Ольборг». Виступав за «Ольборг Пайретс», «Оденсе Бульдогс», «Седертельє», «Тінсгрюдс».
У складі національної збірної Данії учасник чемпіонатів світу 2009, 2010, 2011, 2012, 2013, 2014 і 2015 (45 матчів, 5+10). У складі молодіжної збірної Данії учасник чемпіонатів світу 2006 (дивізіон I) і 2007 (дивізіон I). У складі юніорської збірної Данії учасник чемпіонату світу 2005.
Досягнення
- Володар Кубка Данії (2007, 2009).